# Каспер Юльманн
Каспер Юльманн (дан. Kasper Hjulmand, нар. 9 квітня 1972, Ольборг) — данський футболіст, що грав на позиції захисту. По завершенні ігрової кар'єри — тренер. З липня 2020 року очолює тренерський штаб збірної Данії.

## Ігрова кар'єра
У дорослому футболі дебютував 1987 року виступами за нижчолігову команду «Рандерс Фрея», в якій провів чотири сезони. Згодом протягом двох сезонів захищав кольори «Герлева».
1995 року перейшов до клубу «Б 93», виступами за який був змушений завершити професійну кар'єру футболіста у 1998 році у віці 26 років через важку травму коліна.

## Кар'єра тренера

### Початок кар'єри
Передчасно завершивши виступи на футбольному полі вирішив присвятити себе тренерській роботі, отримавши посаду тренера молодіжної команди в структурі клубу «Люнгбю». 2005 року перейшов до тренерського штабу його головної команди, ставши асистентом її головного тренера, а вже 1 січня 2006 року сам очолив тренерський штаб «Лонгбю». 
Пропрацював на чолі «Лонгбю» до 7 липня 2008 року, коли перейшов до структури «Норшелланна», знову на посаду асистента головного тренера. 1 липня 2011 року змінив Мортена Віггорста на посаді очільника тренерського штабу цієї команди, яку обіймав до 18 травня 2014 року. Привів команду до перемоги у національному чемпіонаті в сезоні 2011/12.

### «Майнц 05»
15 травня 2014 року був названий наступником Томаса Тухеля на посаді головного тренера німецького «Майнц 05». Початок роботи в Німеччині для данця був невдалим — спочатку його команда на ранній стадії вибула з Ліги Європи, поступившись скромному грецькому «Астерасу» за сумою двох матчів, а згодом не змогла здолати «Хемніцер» у першому ж раунді тогорічного розіграшу Кубка Німеччини. Значно краще склався початок сезону у Бундеслізі, де «Майнц» не зазнав жодної поразки у стартових восьми матчах і йшов на третьому місці турнірної таблиці. Утім згодом результати команди і в чемпіонаті стрімко погіршилися і вона спромоглася здобути у наступних 13 матчах лише одну перемогу, опинившись на 14-му місці Бундесліги. Після цього 17 лютого 2015 року Юльманна було звільнено.

### Повернення до «Норшелланна»
15 грудня 2015 року було оголошено про повернення Каспера Юльманна на посаду головного тренера «Норшелланна» з 1 січня 2016 року. Тренеру вдалося покращити результати команди, яка до його приходу боролося за збереження місця у Данській Суперлізі і сезон 2015/16 вона закінчила на дев'ятому місці. У подальшому команда продовжила прогресувати і наступні два сезоні завершувала відповідно на шостому і третьому місцях у чемпіонаті країни. У січні 2019 інтерес до тренера мав бельгійський «Андерлехт», однак, попри зацікавленість самого Юльманна у можливості попрацювати з цією командою, перехід не відбувся через бажання «Норшелланна» отримати за тренера компенсацію, яку бельгійці не змогли собі дозволити. Коментуючи цю ситуацію, Юльманн оголосив, що не має бажання продовжувати свій діючий контракт з «Норшелланном» і влітку 2019 року його залишить.
Але вже 25 березня 2019 року наставник команди і керівництво клубу за обопільною згодою припинили співпрацю після того, як завдання на сезон 2018/19 було виконано і команда гарантувала собі фініш у зоні Ліги чемпіонів.

### Збірна Данії
У червні 2019 року було оголошено, що Каспер Юльманн замінить норвезького спеціаліста Оге Гарейде на посаді головного тренера національної збірної Данії після завершення Євро-2020. Згодом через пандемію коронавірусної хвороби 2019 континентальну першість було перенесено з 2020 на 2021 рік, і Гарейде, контракт якого добіг кінця у червні 2020, залишив команду так й не взявши участь у турнірі, право участі в якому данці здобули під його керівництвом. Натомість з 1 липня 2020 року збірну Данії офіційно очолив Юльманн.

### Тренерська статистика
Станом на 9 серпня 2020
| Команда      | З              | По              | Статистика | Статистика | Статистика | Статистика | Статистика | Статистика    |
| Команда      | З              | По              | І          | В          | Н          | П          | %В         | Прим.         |
| ------------ | -------------- | --------------- | ---------- | ---------- | ---------- | ---------- | ---------- | ------------- |
| «Люнгбю»     | 1 січня 2006   | 7 липня 2008    | 50         | 14         | 12         | 24         | 28,00      |               |
| «Норшелланн» | 1 липня 2011   | 18 травня 2014  | 122        | 58         | 25         | 39         | 47,54      | [ 14 ] [ 15 ] |
| «Майнц 05»   | 18 травня 2014 | 17 лютого 2015  | 24         | 5          | 11         | 8          | 20,83      | [ 16 ]        |
| «Норшелланн» | 1 січня 2016   | 25 березня 2019 | 113        | 43         | 31         | 39         | 38,05      | [ 17 ]        |
| Данія        | 1 липня 2020   |                 | 0          | 0          | 0          | 0          | —          |               |
| Разом        | Разом          | Разом           | 309        | 120        | 79         | 110        | 38,83      | —             |

## Титули і досягнення

### Як тренера
- Чемпіон Данії (1):

«Норшелланн»: 2011-2012